# Jaskul
Jaskul est une ville de Russie situé dans la République de Kalmoukie.